# Supercopa de España 1990
La Supercopa de España 1990 è stata la settima edizione della Supercoppa di Spagna.
Si è svolta nel dicembre 1990 in gara di andata e ritorno tra il Real Madrid, vincitore della Primera División 1989-1990, e il Barcellona, vincitore della Coppa del Re 1989-1990.
A conquistare il titolo è stato il Real Madrid che ha vinto la gara di andata a Barcellona per 1-0 e quella di ritorno a Madrid per 4-1.

## Partecipanti
| Squadre     | Qualificazione                             | Partecipazioni precedenti (il grassetto indica la vittoria) |
| ----------- | ------------------------------------------ | ----------------------------------------------------------- |
| Real Madrid | Vincitore della Primera División 1989-1990 | 3 (1982, 1988, 1989)                                        |
| Barcellona  | Vincitore della Coppa del Re 1989-1990     | 3 (1983, 1985, 1988)                                        |

## Tabellini

### Andata
| Arbitro: | Urízar Azpitarte |

|  |           |            |
|  | Marcatori | 55’ Míchel |

| Barcellona | Real Madrid |

| Barcellona:     |               |                          |     |     |
|                 |               |                          |     |     |
| P               | 1             | Andoni Zubizarreta (c)   |     |     |
| D               | 5             | Luis María López Rekarte |     |     |
| D               | 3             | Alex                     |     |     |
| D               | 6             | Sebastián Herrera        | 27’ |     |
| D               | 2             | Nando                    |     |     |
| C               | 4             | Eusebio Sacristán        |     |     |
| C               | 10            | Guillermo Amor           |     |     |
| C               | 7             | Lluís Carreras           |     | 59’ |
| A               | 11            | Miquel Soler             |     |     |
| A               | 9             | Julio Salinas            |     |     |
| A               | 8             | Hristo Stoičkov          | 41’ |     |
| A disposizione: |               |                          |     |     |
| P               |               | Carles Busquets          |     |     |
| D               |               | Sánchez Jara             |     |     |
| C               |               | José Mari Bakero         |     |     |
| C               | 12            | Urbano                   |     | 59’ |
| A               |               | Antonio Pinilla          |     |     |
| Allenatore:     |               |                          |     |     |
| Johan Cruijff   | Johan Cruijff | Johan Cruijff            | 40’ |     |

| Real Madrid:       |    |                      |     |     |
|                    |    |                      |     |     |
| P                  | 1  | Francisco Buyo       |     |     |
| D                  | 2  | Chendo (c)           |     |     |
| D                  | 4  | Fernando Hierro      |     |     |
| D                  | 6  | Predrag Spasić       | 15’ |     |
| D                  | 5  | Manolo Sanchís       | 49’ |     |
| D                  | 3  | Jesús Solana         |     |     |
| C                  | 8  | Míchel               |     | 86’ |
| C                  | 10 | Santiago Aragón      |     | 78’ |
| C                  | 11 | Francisco Villarroya |     |     |
| A                  | 7  | Emilio Butragueño    |     |     |
| A                  | 9  | Hugo Sánchez         | 89’ |     |
| A disposizione:    |    |                      |     |     |
| P                  |    | Pedro Jaro           |     |     |
| D                  |    | Miguel Tendillo      |     |     |
| C                  | 14 | Adolfo Aldana        |     | 78’ |
| C                  | 15 | Gheorghe Hagi        |     | 86’ |
| A                  |    | Sebastián Losada     |     |     |
| Allenatore:        |    |                      |     |     |
| Alfredo Di Stéfano |    |                      |     |     |

### Ritorno
| Arbitro: | Urío Velázquez |

|                                           |           |                |
| Butragueño 21’ 44’ Sánchez 56’ Aragón 70’ | Marcatori | 20’ Goikoetxea |

| Real Madrid | Barcellona |

| Real Madrid:       |    |                      |     |     |
|                    |    |                      |     |     |
| P                  | 1  | Francisco Buyo       |     |     |
| D                  | 2  | Chendo (c)           |     |     |
| D                  | 4  | Fernando Hierro      | 19’ |     |
| D                  | 5  | Manolo Sanchís       |     |     |
| D                  | 3  | Jesús Solana         | 60’ |     |
| C                  | 8  | Míchel               |     |     |
| C                  | 6  | Juanjo               |     |     |
| C                  | 10 | Santiago Aragón      |     |     |
| C                  | 11 | Francisco Villarroya |     |     |
| A                  | 7  | Emilio Butragueño    |     | 75’ |
| A                  | 9  | Hugo Sánchez         |     | 75’ |
| A disposizione:    |    |                      |     |     |
| P                  |    | Pedro Jaro           |     |     |
| D                  |    | Predrag Spasić       |     |     |
| C                  | 14 | Adolfo Aldana        |     | 75’ |
| C                  |    | Gheorghe Hagi        |     |     |
| A                  | 16 | Sebastián Losada     |     | 75’ |
| Allenatore:        |    |                      |     |     |
| Alfredo Di Stéfano |    |                      |     |     |

| Barcellona:     |    |                          |     |     |
|                 |    |                          |     |     |
| P               | 1  | Andoni Zubizarreta (c)   |     |     |
| D               | 3  | Alex                     | 14’ |     |
| D               | 5  | Ricardo Serna            |     |     |
| D               | 2  | Sebastián Herrera        | 23’ |     |
| C               | 7  | Jon Andoni Goikoetxea    |     |     |
| C               | 4  | Eusebio Sacristán        |     |     |
| C               | 10 | Guillermo Amor           | 40’ |     |
| C               | 6  | Miquel Soler             |     |     |
| A               | 8  | Michael Laudrup          |     | 71’ |
| A               | 9  | Julio Salinas            |     |     |
| A               | 11 | Txiki Begiristain        |     | 46’ |
| A disposizione: |    |                          |     |     |
| P               |    | Carles Busquets          |     |     |
| D               |    | José Ramón Alexanko      |     |     |
| D               | 16 | Lluís Carreras           |     | 46’ |
| D               | 15 | Luis María López Rekarte |     | 71’ |
| C               |    | Urbano                   |     |     |
| Allenatore:     |    |                          |     |     |
| Johan Cruijff   |    |                          |     |     |